# London Review of Books
London Review of Books (LRB) je britský literární časopis. Byl založen v roce 1979, kdy kvůli vlastnickým sporům nevycházely The Times ani jejich literární příloha The Times Literary Supplement. Zpočátku byl přílohou The New York Review of Books, od května 1980 je distribuován samostatně. Magazín založili Karl Miller, Susannah Clappová a Mary-Kay Wilmersová, která byla jeho šéfredaktorkou v letech 1982 až 2021, pak ji nahradily Jean McNicolová a Alice Spawlsová. Publikovali v něm mj. Angela Carterová, Salman Rushdie, John Ashbery, Tariq Ali, Ian McEwan, Terry Eagleton, Slavoj Žižek, Iain Sinclair a Martha Nussbaumová.
Časopis vychází dvakrát do měsíce, jeho redakce sídlí v londýnské čtvrti Bloomsbury. Od roku 2003 časopis provozuje také knihkupectví London Review Bookshop, kde se konají různé literární akce. S nákladem okolo devadesáti tisíc výtisků je nejprodávanějším literárním periodikem v Evropě. Časopis je primárně zaměřen na formát knižních recenzí, obsahuje také eseje, často s provokativním společenskokritickým obsahem. Jeho radikálně levicové postoje vzbuzují v britské společnosti kontroverzní reakce, zejména bývá kritizován za soustavnou zaujatost proti Izraeli.